# Südwestfunk

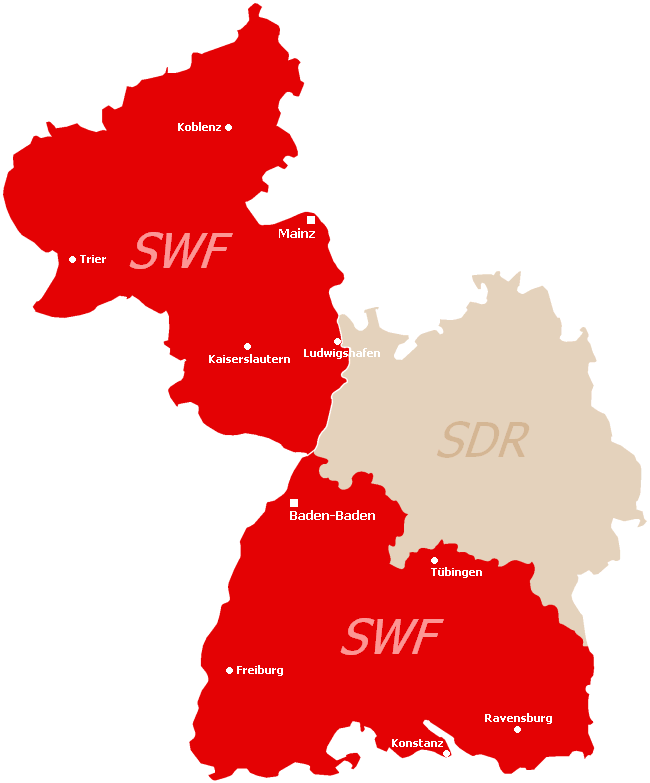
Zona de recepción de la Südwestfunk (1946–1998)

La Südwestfunk (SWF) fue la radiodifusora pública regional alemana para Renania-Palatinado y el sur de Baden-Württemberg de 1946 a 1998. El límite exacto con la zona de recepción de la SWF con la de la Süddeutscher Rundfunk (SDR) en Baden-Württemberg corría a lo largo de la antigua frontera que separaba los estados federados de Baden y Württemberg-Hohenzollern, al sur, y Württemberg-Baden, al norte.
La sede de la Südwestfunk estaba en Baden-Baden. También tenía estudios regionales en Friburgo de Brisgovia, Tubinga y Maguncia. En 1998 se fusionó con la SDR para crear la nueva Südwestrundfunk (SWR).
- Datos: Q897128
- Multimedia: Südwestfunk / Q897128